# Antytoksyna błonicza
Antytoksyna błonicza (DAT) jest lekiem składającym się z przeciwciał, stosowanym w leczeniu błonicy. Nie jest już zalecana w zapobieganiu błonicy.
Podaje się ją we wstrzyknięciu do żyły lub mięśnia.
Działania niepożądane są częste. Należą do nich: choroba posurowicza i reakcje alergiczne, w tym anafilaksja. Antytoksyna błonicza jest wytwarzana z osocza krwi koni, które zostały uodpornione przeciwko toksynie błoniczej. Działa ona poprzez neutralizację toksyn wytwarzanych przez Corynebacterium diphtheriae.
Antytoksyna błonicza została opracowana i weszła do użytku medycznego pod koniec XIX wieku. Znajduje się na Liście Leków Podstawowych Światowej Organizacji Zdrowia. W Stanach Zjednoczonych można ją uzyskać w Centrum Kontroli Chorób. Od 2008 roku nie jest dostępna w wielu krajach, w tym w wielu krajach europejskich. 

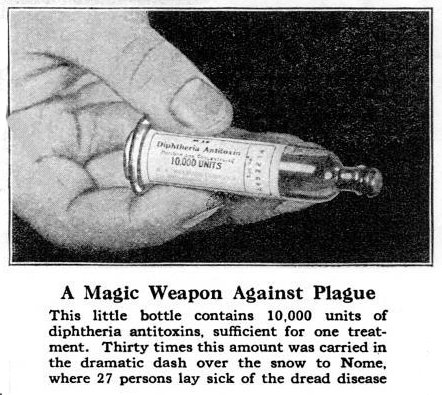
Fiolka zawierająca 10 000 jednostek, ok. 1925 r.

## Skład
Jest to roztwór skoncentrowanych białek, głównie globulin, zawierający przeciwciała uzyskane z krwi koni, które zostały uodpornione przeciwko toksynie błoniczej.